# SkyscraperPage
Pour les articles homonymes, voir Skyscraper (homonymie).
SkyscraperPage.com est un site web contenant une base de données de modèles réduits, d'illustrations et des diagrammes de gratte-ciel et d'autres grands projets de macroingénierie, et de structures de grande taille à travers le monde.
Le site permet également la création des dessins et modèles dans les catégories « vision » et « fantaisie ». Grâce à ces schémas, gratte-ciel et autres structures de toutes villes sont facilement comparables.
Des informations générales sont aussi fournies sur chaque structure, telles que l'emplacement, l'année de construction, si disponible, et pour les bâtiments de plusieurs étages le nombre d'étages. Le site a plus de 54 000 dessins originaux de gratte-ciel et d'autres grandes structures qui sont soumis par les utilisateurs du site, dont il existe plus de 830 inscrits en mars 2017. L'échelle des dessins est de un pixel par mètre. Les images sont créées en utilisant le pixel art.
Skyscraperpage.com a été créé par Dylan Leblanc en 1998 comme base de données. Il a commencé par la présentation de multiples illustrations sur le web. Aujourd'hui, Skyscraperpage est un des forums les plus importants et les plus actifs pour discuter de gratte-ciel et d'environnement urbain. Il dispose également d'un forum en ligne avec plus de 36 000 membres.